# John Lawson Stoddard

John Lawson Stoddard (1899)

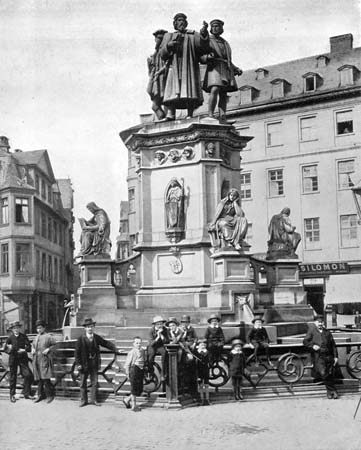
Stoddards Fotografie des Gutenbergdenkmals in Frankfurt am Main (vor 1892)

John Lawson Stoddard (* 24. April 1850 in Brookline, Massachusetts; † 4. Juni 1931 in Meran, Italien) war ein US-amerikanischer Reiseschriftsteller.

## Leben
John Stoddard graduierte 1871 am Williams College, studierte anschließend für zwei Jahre Theologie an der Yale Divinity School der Yale University und unterrichtete dann Französisch und Latein an der Boston Latin School.
1879 begann er Weltreisen zu unternehmen und veröffentlichte 1883 sein erstes Reisebuch Red Letter Days Abroad. Seine Erlebnisse verarbeitete er zu mehreren Reihen von Vorträgen, die er in ganz Nordamerika hielt. Diese Vorträge wurden unter dem Titel Stoddard's Lectures auch in Buchform veröffentlicht und umfassten zuletzt zehn Bände sowie fünf Ergänzungsbände. Die Bücher beinhalteten zahlreiche von Stoddard selbst aufgenommene Fotografien, die jedes Gebiet von Kunst und Architektur bis zu Archäologie und Naturgeschichte abdeckten. Diese Reisebücher erlangten immense Popularität.
In seinem späteren Leben verfasste Stoddard zudem Poesie sowie Werke zu religiösen Themen. Nachdem er zur katholischen Kirche konvertiert war, schrieb er über seinen religiösen Weg das 1922 erschienene, vielgelesene Buch Rebuilding a Lost Faith, by an American Agnostic.
Seit 1913 lebte Stoddard in Meran in Österreich-Ungarn, das 1918 von Italien okkupiert wurde, und schrieb in seiner (inzwischen denkmalgeschützten) Villa Stoddard in Untermais enthusiastische Gedichte: Obermais! Obermais! Charming bit of Paradise, .... Während des Ersten Weltkriegs verfasste Stoddard pro-deutsche Propagandaschriften.
Stoddard war verheiratet mit Ida M. O’Donnell (* 4. Februar 1859, Morristown (Ohio), Belmont County; † 15. Mai 1949 in Meran). Aus dieser Ehe ging der Sohn Theodore Lothrop Stoddard hervor.
Das Grab der Eheleute Stoddard befindet sich auf dem Maiser Friedhof.

## Veröffentlichungen (Auswahl)
- John L. Stoddard: Lectures, v. 1 Norway, Switzerland, Athens, Venice (1897)[6]
- John L. Stoddard: Lectures, v. 2 Constantinople, Jerusalem, Egypt (1897)[7]
- John L. Stoddard: Lectures, v. 3 Japan I, Japan II, China (1897)[8]
- John L. Stoddard: Lectures, v. 4 India I, India II, The Passion Play (1897)[9]
- John L. Stoddard: Lectures, v. 5 Paris, La Belle France, Spain (1897)[10]
- John L. Stoddard: Lectures, v. 6 Berlin, Vienna, St. Petersburg, Moscow (1898)[11]
- John L. Stoddard: Lectures, v. 7 The Rhine, Belgium, Holland, Mexico (1898)[12]
- John L. Stoddard: Lectures, v. 8 Florence, Naples, Rome (1898)[13]
- John L. Stoddard: Lectures, v. 9 Scotland, England, London (1898)[14]
- John L. Stoddard: Lectures, v. 10 Southern California, Grand Cañon of the Colorado River, Yellowstone National Park (1898)[15]